# Cercococcyx
Cercococcyx Cabanis, 1882 è un genere di uccelli cuculiformi della famiglia Cuculidae
.

## Tassonomia
Questo genere comprende tre specie:
- Cercococcyx mechowi Cabanis, 1882 - cuculo codalunga fosco
- Cercococcyx olivinus Sassi, 1912 - cuculo codalunga olivaceo
- Cercococcyx montanus Chapin, 1928 - cuculo codalunga barrato